# Les Schtroumpfs et le Village des filles
Les Schtroumpfs et le Village des filles est une série de bande dessinée dérivée de la série originale Les Schtroumpfs et publiée à partir de 2017 par Le Lombard. Elle se déroule dans la continuité narrative du long-métrage Les Schtroumpfs et le Village perdu.

## Résumé
La Schtroumpfette, le Schtroumpf à lunettes, le Schtroumpf costaud et le Schtroumpf maladroit rencontrent les habitantes du village de la forêt interdite.